# Remaugies
Remaugies település Franciaországban, Somme megyében. Lakosainak száma 136 fő (2022. január 1.). Remaugies Boulogne-la-Grasse, Fescamps és Piennes-Onvillers községekkel határos.

## Népesség
A település népessége az elmúlt években az alábbi módon változott:
| Lakosok száma | 119  | 128  | 132  | 132  | 130  | 132  | 133  | 135  | 136  |
|               | 2013 | 2015 | 2016 | 2017 | 2018 | 2019 | 2020 | 2021 | 2022 |